# Юность (хоккейный клуб, Минск)
«Юность» — команда по хоккею с шайбой из Минска, выступающая в Молодёжной хоккейной лиге. Создан в 2010 году специально для участия в МХЛ. Входит в минский хоккейный клуб «Юность», в котором также находятся команда «Юность-Минск», играющая в Высшей хоккейной лиге, выступающий в Белорусской экстралиге фарм-клуб основной команды «Юниор» и СДЮШОР «Юность».
В чемпионате 2010/11 «Юность» играла в дивизионе «Северо-Запад». Команда заняла седьмое место в дивизионе (двадцать третье в общей таблице лиги) и не смогла попасть в плей-офф.

## Ежегодные результаты

### Регулярный чемпионат
Примечание: И — количество игр, В — выигрыши в основное время, ВО — выигрыши в овертайме, ВБ — выигрыши по буллитам, ПО — проигрыши в овертайме, ПБ — проигрыши по буллитам, П — проигрыши в основное время, ГЗ — голов забито, ГП — голов пропущено, О — очки.
| Сезон   | И  | В  | ВО | ВБ | ПБ | ПО | П  | О  | ГЗ  | ГП  |
| ------- | -- | -- | -- | -- | -- | -- | -- | -- | --- | --- |
| 2010-11 | 56 | 17 | 3  | 1  | 5  | 4  | 26 | 68 | 127 | 186 |
| 2011-12 | 60 | 17 | 2  | 2  | 5  | 4  | 30 | 68 | 145 | 208 |
| 2012-13 | 64 | 9  | 3  | 4  | 4  | 4  | 40 | 49 | 257 | 167 |
| 2013-14 | 56 | 22 | 4  | 0  | 2  | 2  | 26 | 78 | 120 | 154 |
| 2014-15 | 54 | 23 | 0  | 2  | 4  | 1  | 24 | 78 | 144 | 145 |
| 2015-16 | 44 | 27 | 3  | 3  | 0  | 2  | 9  | 95 | 161 | 97  |

### Плей-офф
- 2010—2011 участие не принимали
- 2011—2012 участие не принимали
- 2012—2013 участие не принимали
- 2013—2014 Поражение в 1/16 финала от «Энергии» — 2:3 (3:0, 2:1Б, 2:3, 3:4, 1:4)
- 2014—2015 Поражение в 1/16 финала от «Красной Армии» — 2:3 (2:3, 2:1, 4:3, 0:4, 1:3)